# Karl Silberbauer
Karl Josef Silberbauer (21. června 1911 – 2. září 1972) byl rakouský policejní důstojník, člen SS a tajný vyšetřovatel západoněmecké Spolkové zpravodajské služby. Za druhé světové války působil v nacisty okupovaném Amsterdamu, kde byl povýšen do hodnosti Hauptscharführer (nadporučík). V roce 1963 byl Silberbauer, v té době inspektor vídeňské policie, odhalen jako velitel zátahu gestapa na dům Anne Frankové v roce 1944, přičemž zatkl Anne Frankovou, její kolegy na útěku a ochránce.

## Raný život
Narodil se ve Vídni, kde sloužil v rakouské armádě a v roce 1935 se po vzoru svého otce přidal k policejnímu sboru. O čtyři roky později vstoupil do služeb gestapa, přestěhoval se do Nizozemska a v roce 1943 přešel do Sicherheitsdienst (SD) v Haagu. Poté byl přeřazen do Amsterdamu a přidělen k „Sektion IV B4", jednotce rekrutované z rakouských a německých policejních útvarů, která se zabývala zatýkáním ukrytých Židů v celém okupovaném Nizozemsku.